# Flight 666 (video)
Flight 666 es un documental producido por el estudio Banger Productions situado en Toronto, Canadá. El documental muestra las presentaciones hechas por la banda de heavy metal Iron Maiden durante su gira mundial Somewhere Back In Time World Tour realizada entre 2008 y 2009. Se estrenó el día 21 de abril del 2009.
El documental fue dirigido por Sam Dunn, guionista y director de cine canadiense, principalmente conocido por los documentales Metal: A Headbanger's Journey y Global Metal

## Versión Blu-ray y DVD
La versión en Blu-ray (112 min y folleto de 12 páginas) y DVD fue lanzada el 25 de mayo del presente año (9 de junio para Canadá o Estados Unidos) y podrá ser adquirido en distintos formatos. Existe un DVD Doble en edición limitada con la película (Disco 1), y el concierto (Disco 2) en una edición de lujo además de un folleto de 40 páginas sobre la gira. El DVD Doble contiene la película y el concierto, el documental cuenta también con su banda sonora en edición de CD y Vinil Picture Disc doble este último en una edición limitada.
La banda sonora del documental cuenta con las siguientes canciones, interpretadas en diferentes lugares del mundo en 2008.

## Lista de canciones
| N.º | Título                      | Álbum original               | Fecha      | Lugar                             | País                   |
| --- | --------------------------- | ---------------------------- | ---------- | --------------------------------- | ---------------------- |
| 1.  | Churchill's Speech          | Live After Death             | 1 de feb.  | Bandra-Kurla Complex              | Bombay India           |
| 2.  | Aces High                   | Powerslave                   | 1 de feb.  | Bandra-Kurla Complex              | Bombay India           |
| 3.  | 2 Minutes to Midnight       | Powerslave                   | 7 de feb.  | Rod Laver Arena                   | Melbourne Australia    |
| 4.  | Revelations                 | Piece of Mind                | 9 de feb.  | Acer Arena                        | Sídney Australia       |
| 5.  | The Trooper                 | Piece of Mind                | 16 de feb. | Makuhari Messe                    | Tokio Japón            |
| 6.  | Wasted Years                | Somewhere in Time            | 22 de feb. | Arena Monterrey                   | Monterrey México       |
| 7.  | The Number of the Beast     | The Number of the Beast      | 19 de feb. | The Forum                         | Los Ángeles U.S.A.     |
| 8.  | Can I Play with Madness     | Seventh Son of a Seventh Son | 24 de feb. | Foro Sol                          | México, D. F. México   |
| 9.  | Rime of the Ancient Mariner | Powerslave                   | 14 de mar. | Izod Center                       | Nueva Jersey U.S.A.    |
| 10. | Powerslave                  | Powerslave                   | 26 de feb. | Estadio Ricardo Saprissa          | San José Costa Rica    |
| 11. | Heaven Can Wait             | Somewhere in Time            | 2 de mar.  | Estadio Palestra Itália           | São Paulo Brasil       |
| 12. | Run to the Hills            | The Number of the Beast      | 28 de feb. | Parque Simón Bolívar              | Bogotá Colombia        |
| 13. | Fear of the Dark            | Fear of the Dark             | 7 de mar.  | Estadio Ferrocarril Oeste         | Buenos Aires Argentina |
| 14. | Iron Maiden                 | Iron Maiden                  | 9 de mar.  | Pista Atlética - Estadio Nacional | Santiago Chile         |
| 15. | Moonchild                   | Seventh Son of a Seventh Son | 12 de mar. | Coliseo de Puerto Rico            | San Juan Puerto Rico   |
| 16. | The Clairvoyant             | Seventh Son of a Seventh Son | 4 de mar.  | Pedreira Paulo Leminski           | Curitiba Brasil        |
| 17. | Hallowed Be Thy Name        | The Number of the Beast      | 16 de mar. | Aeropuerto Toronto                | Toronto Canadá         |